# Throttle Junkies
Throttle Junkies er et debutalbum fra hård rock-bandet SOiL som blev udgivet i 1999 gennem Mia Records.

## Numre
1. "Everything" – 2:57
2. "Road to Ruin" – 2:37
3. "Damning Eden" – 3:00
4. "F-Hole" – 2:54
5. "Man I Am" – 3:48
6. "Hello Again" – 3:19
7. "Butterfly" – 3:03
8. "Growing Ways" – 4:08
9. "Stand to Fall" – 4:08
10. "Concrete Slave" – 3:42
11. "She" – 3:26
12. "Crucified" – 4:29
13. "Shining Man" – 3:51
14. "Damning Eden" (Acoustic) – 3:18

## Musikere
- Ryan McCombs – Vokal
- Adam Zadel – Guitar, bagvokal
- Shaun Glass – Guitar
- Tim King – Bas
- Tom Schofield – Trommer